# Fanny Hill. Memorie di una donna di piacere
(J. Cleland, Fanny Hill, prima lettera)
Fanny Hill. Memorie di una donna di piacere (meglio conosciuto col titolo Fanny Hill) è un romanzo erotico di John Cleland, pubblicato per la prima volta in Inghilterra nel 1748. Scritto mentre l'autore era incarcerato a Londra per un debito non saldato, viene considerato "la prima pornografia inglese originale in prosa, e la prima pornografia a ricorrere in forma di romanzo." Noto come uno dei libri più tormentati e banditi della letteratura, è divenuto un sinonimo di oscenità.

## Storia
Il romanzo fu pubblicato in due parti, il 21 novembre 1748 e nel febbraio 1749, rispettivamente da "G. Fenton", alias Fenton Griffiths, e suo fratello Ralph. In un primo momento nessuna autorità governativa si oppose al romanzo, e fu solo nel novembre 1749, un anno dopo l'uscita della prima parte, che Cleland e Ralph Griffiths furono arrestati con l'accusa di "corrompere i sudditi del re". In tribunale, Cleland rinnegò il romanzo e la sua pubblicazione fu ufficialmente ritirata. L'opera suscitò comunque l'attenzione del pubblico e iniziarono a circolare edizioni abusive. In particolare, sembra che l'episodio che descrive un rapporto omosessuale maschile, e che la protagonista Fanny scorge attraverso la fessura di un muro, sia stata aggiunta proprio in queste edizioni. Cleland pubblicò un'edizione depurata del libro nel marzo 1750, ma non riuscì a portarla a termine. Alcuni studiosi, tra cui John H. Plumb, hanno ipotizzato che il ritiro del romanzo sia stato dettato in realtà dall'edizione pirata che conteneva la scena di sodomia.
Nell'Ottocento, alcune copie del libro continuarono a essere vendute nei mercati illegali. 
Nel 1963, dopo che il processo del 1960 contro l'uscita de L'amante di Lady Chatterley era fallito, Mayflower Books, con Gareth Powell e il Managing Director, pubblica finalmente una versione integrale di Fanny Hill.
Le forze dell'ordine appresero il soggetto del romanzo alcuni giorni prima della pubblicazione, dopo aver visto un affisso alla finestra del Magic Shop di Ralph Gold, a Tottenham Court Road di Londra. Un sergente si recò nel negozio, ne acquistò una copia e la consegnò al magistrato di Bow Street, Sir Robert Blundell, che ingiunse un mandato di perquisizione. Allo stesso tempo, due ufficiali della buoncostume si recarono al Mayflower Books di Vauxhall Bridge Road per controllare quante copie vi fossero in giacenza. Interrogarono l'editore, Gareth Powell, e confiscarono le uniche cinque copie trovate. La polizia fece poi ritorno nel Magic Shop e sequestrò 171 copie del libro, e nel dicembre di quell'anno Ralph Gold fu citato in giudizio nella sezione 3 della legge contro l'oscenità. Fino a quel momento, Mayflower aveva già distribuito 82 000 copie del libro, ma fu poi processato Gold al posto di Mayflower, anche se fu poi Mayflower a coprire i costi legali. Il processo ebbe luogo nel febbraio 1964. La difesa sostenne che Fanny Hill contenesse importanti cenni storici e fosse una gioiosa celebrazione del sesso non pervertito - piccante e non pornografico. L'accusa ribatté citando la scena della flagellazione, e così vinse. Mayflower non ricorse in appello. Il caso Mayflower sottolineò la crescente divergenza tra le leggi contro l'oscenità e la realtà sociale dell'Inghilterra di fine anni sessanta, e fu strumentale all'edizione censurata del libro che fu nuovamente pubblicata nel Paese negli anni settanta.
Il libro fu pubblicato anche negli Stati Uniti, dove nel 1821 fu bandito dalla corte del Massachusetts in quello che fu il primo caso di Oscenità della nazione. Nel 1963, Putnam pubblicò il romanzo col nuovo titolo Memorie di una donna di piacere, che fu ugualmente proibito per offesa alla morale pubblica. L'editore fece ricorso contro il divieto. Nel 1966, la Corte Suprema degli Stati Uniti d'America stabilì nel provvedimento Memoirs v. Massachusetts che il romanzo non incontrava i canoni dello "Standard Roth" e che quindi non poteva essere bollato come scritto osceno.
Nel 1973, entrò in vigore il Miller Test (criterio legale per distinguere i testi osceni da quelli leciti) e fu revocato il divieto del romanzo, dal momento che l'opera presa nella sua interezza non manca di valore letterario o artistico. Lo storico d'arte Johann Joachim Winckelmann in una lettera ne consigliò la lettura per "la sua raffinata sensibilità e le sue nobili idee" espresse in "un elevato stile pindarico".

## Trama
Il libro si sviluppa in forma di lettere di Fanny Hill ad una donna ignota, cui Fanny giustifica le sue scelte di vita. Frances Hill, detta Fanny, è una giovane ragazza non molto istruita che vive in un piccolo villaggio nei pressi di Liverpool. I suoi genitori muoiono poco dopo il suo quindicesimo compleanno. Esther Davis, una ragazza della sua stessa cittadina da poco trasferitasi a Londra, convince Fanny a seguirla in città, ma, una volta arrivate, Esther inspiegabilmente l'abbandona. Fanny spera di trovare lavoro come domestica e viene assunta dalla signora Brown, che le appare come una ricca signora. La signora Brown è in realtà la tenutaria di un bordello, che intende impiegare Fanny come prostituta. Un'altra ragazza che lavora al bordello, Phoebe Ayres, una notte la induce ad avere un rapporto lesbico e si accorge che Fanny è vergine.
La signora Brown pianifica di vendere la verginità di Fanny a un uomo brutto e anziano, ma Fanny, disgustatata, respinge disperatamente le avances dell'uomo e viene salvata dall'intervento della domestica della signora Brown. A seguito di questo episodio Fanny si ammala per diversi giorni. La signora Brown decide di riprovare a vendere la verginità di Fanny al ricchissimo Signor B, atteso in città entro qualche settimana.
Fanny spia la signora Brown mentre consuma un rapporto sessuale con un muscoloso, facoltoso, bel giovane. Mentre li spia si masturba, ma allo stesso tempo è spaventata dalle notevoli dimensioni del pene dell'uomo. In quella stessa notte, Phoebe istruisce Fanny sul sesso, la gravidanza, il rapporto anale, e altre pratiche sessuali. Il giorno seguente, Fanny e Phoebe spiano un'altra fanciulla, Polly Phillips, mentre copula con un giovane mercante genovese muscoloso, bello e ben dotato. Subito dopo, le due ragazze si praticano una reciproca masturbazione, e Fanny si scopre a desiderare la sua prima esperienza sessuale.
Sei giorni dopo, Fanny incontra un benestante nobiluomo di diciannove anni, Charles, e i due si innamorano immediatamente. Charles aiuta la ragazza a fuggire dalla casa di piacere il giorno successivo. I due raggiungono una locanda fuori Londra, dove consumano rapporti sessuali per diversi giorni. Charles conduce poi Fanny nel suo appartamento a St. James's e la presenta alla sua padrona di casa, la signora Jones. Per molti mesi, Charles visita la fanciulla quasi quotidianamente per avere rapporti con lei. Fanny s'impegna per migliorare la propria istruzione e per diventare più raffinata. Dopo otto mesi si scopre incinta, ma tre mesi dopo la notizia Charles scompare misteriosamente. La signora Jones apprende che il padre di Charles ha sequestrato il figlio e l'ha mandato nel sud dell'Oceano Pacifico a cercar fortuna. Sconvolta dalla notizia che Charles non sarebbe tornato prima di tre anni, Fanny abortisce, si ammala e viene assistita dalla signora Jones, piombando in una profonda depressione.
La signora Jones impone all'ormai sedicenne Fanny di lavorare per lei come prostituta e la presenta al signor H., un uomo ricco, alto, muscoloso e dal petto villoso. La fanciulla involontariamente assume un afrodisiaco e va a letto con lui. Fanny apprende così che il sesso può anche essere fatto per piacere e non solo per amore. Il signor H. alloggia Fanny in un nuovo appartamento e inizia regalarle gioielli, vestiti e opere d'arte. Sette mesi dopo, Fanny scopre che il signor H. ha rapporti sessuali anche con la sua domestica. Sceglie così di sedurre Will, il servo diciannovenne dell'uomo. Will ha un pene estremamente grande: "... non il giocattolo di un ragazzo, non l'arma di un uomo, ma un vero palo, di uno standard talmente grande che, osservandone bene le proporzioni, doveva essere quello di un giovane gigante... Insomma, s'innalzava un oggetto di terrore e delizia". Il mese dopo, il signor H. sorprende Fanny a letto con Will e smette di mantenerla.
Fanny viene accolta dalla signora Cole, l'amante di uno degli amici del signor H., che gestisce un bordello nel quartiere di Covent Garden a Londra. Fanny incontra altre tre prostitute che vivono in quella casa:
- Emily, una ragazza bionda poco più che ventenne. Ha lasciato il suo paese d'origine a quattordici anni per vivere a Londra. Incontra un ragazzo quindicenne che, già sessualmente esperto, le toglie la verginità. Nonostante i due vivano insieme per un breve tempo, Emily diventa una prostituta di strada, per poi essere raccolta dopo diversi anni dalla signora Cole.
- Harriet, una ragazza bruna e orfana allevata dalla zia. Ha avuto la sua prima esperienza sessuale con il figlio del signor N., un nobiluomo la cui tenuta è attigua a quella dei suoi parenti.
- Louisa, figlia illegittima di un mobiliere e una cameriera. Ha raggiunto la pubertà in un'età molto precoce, dandosi poi a una masturbazione molto intensa. Durante una visita alla madre nella casa in cui prestava servizio a Londra, Louisa si è masturbata nella sua camera da letto. Il figlio diciannovenne della padrona di casa l'ha vista e ha fatto sesso con lei che era appena tredicenne. Louisa ha poi trascorso gli anni seguenti avendo rapporti con più uomini possibili, scegliendo la prostituzione per placare le sue voglie.

Poco tempo dopo, Fanny partecipa a un'orgia con le tre ragazze e quattro nobiluomini. Fanny e uno di essi iniziano a frequentarsi, ma la storia finisce con la partenza del ragazzo per l'Irlanda. La signora Cole presenta dunque a Fanny il signor Norbert, un uomo impotente, alcolizzato e dipendente dalle droghe, le cui fantasie vertono sullo stupro. Inappagata dall'impotenza del signor Norbert, Fanny ha un rapporto sessuale con un marinaio della Marina militare britannica. Ben presto il signor Norbert muore. La signora Cole presenta allora Fanny al signor Barville, un ricco e giovane masochista che ha bisogno di frustate per godere del sesso. Dopo poco tempo, Fanny ha poi una relazione con un anziano cliente che raggiunge l'eccitazione sessuale accarezzandole i capelli e sfilandole i guanti con i denti. Una volta soddisfatto l'uomo, Fanny attraversa una fase di astinenza.
Emily e Louisa partecipano a un ballo in maschera, dove Emily incontra un giovane bisessuale che la crede un uomo. La verità viene a galla, e l'uomo copula con la fanciulla nella sua carrozza. Fanny è confusa dal suo primo incontro con l'omosessualità maschile. Poco dopo l'accaduto, Fanny decide di intraprendere un viaggio attraverso il paese, ma è costretta a fermarsi in una locanda e prendere in affitto una stanza perché la sua carrozza si rompe. Si ritrova così a spiare due giovani omosessuali che stanno praticando sesso anale nella camera accanto alla sua. Sconvolta, cade dallo sgabello e sviene. Sebbene i due uomini se ne siano già andati, Fanny incita gli abitanti del paese a dare loro la caccia per punirli.
Alcune settimane dopo, Fanny osserva Emily che seduce un ragazzo adolescente figlio di una donna del luogo. Il suo pene eretto, crede, è anche più grande di quello di Will. Il ragazzo, chiaramente vergine, dà sfogo a rapporti sessuali alquanto brutali con Louisa. Louisa poi abbandona il bordello della signora Cole dopo essersi innamorata di un altro ragazzo. Emily e Fanny sono invitate da due gentiluomini in una tenuta in campagna. Insieme nuotano in un fiume e hanno rapporti per alcune ore. I genitori di Emily ritrovano la ragazza e, ignari della sua carriera di prostituta, la riaccolgono in casa.
La signora Cole decide di chiudere il suo bordello, e Fanny è costretta a sopravvivere con ciò che le rimane. Un giorno incontra un uomo di 60 anni che ne dimostra però quarantacinque, che si innamora di lei e la tratta come se fosse sua figlia. Muore e le lascia una piccola fortuna. Ormai diciottenne, la ragazza utilizza la sua nuova dote per rintracciare Charles. Scopre che è scomparso da due anni e mezzo, dopo aver raggiunto l'Oceano Pacifico. Alcuni mesi dopo, Fanny, ormai avvilita, intraprende un viaggio per visitare la signora Cole (che si è ritirata nelle vicinanze di Liverpool). Una tempesta costringe la ragazza a fermarsi in una locanda lungo la strada, dove s'imbatte per caso in Charles: è tornato in Inghilterra ma ha fatto naufragio sulle coste irlandesi. Fanny e Charles prendono una stanza insieme e fanno più volte l'amore. Fanny gli racconta la sua vita di sfrenata libidine, ma lui la perdona e le chiede di sposarla.

## Edizioni in italiano
- John Cleland, Memorie di una donna di piacere: Fanny Hill, trad. e riduzione di A. M. Conti, MEB, Torino 1970
- John Cleland, Fanny Hill: memorie di una donna di piacere, traduzione e note di Franco Garnero; con uno scritto di Peter Sabor, Edizioni ES, collana Biblioteca dell'Eros, n. 30, Milano 1992
- John Cleland, Fanny Hill: memorie di una donna di piacere, traduzione e note di Franco Garnero; con uno scritto di Peter Sabor, L'Espresso, Milano 1992
- John Cleland, Fanny Hill: memorie di una donna di piacere, traduzione di Franco Garnero; Sperling paperback, Milano 1994
- John Cleland, Fanny Hill: memorie di una donna di piacere, traduzione di Gaia de Beaumont; a cura di Enrica Villari, Marsilio, Venezia 2001
- John Cleland, Fanny Hill: memorie di una donna di piacere, a cura di Franco Garnero; con uno scritto di Peter Sabor, Feltrinelli, Milano 2018